# Konotop
Konotop (ukrajinsky Конотоп Konotop [kon̪oˈt̪ɔp]) je město na severovýchodě Ukrajiny, s 83 tisíci obyvatel druhé největší sídlo Sumské oblasti. Leží asi 130 km na západ od Sum. První písemná zmínka je z roku 1634; o 8 let později, v době kozáckých povstání, zde již stála pevnost.

## Hospodářství a doprava
Konotop je střediskem strojírenství. Nejvýznamnějším průmyslovým podnikem je Motordetal, exportující autodíly do evropských zemí. Další důležitý průmysl je potravinářský. Pod kontrolou ministerstva obrany působí podnik Aviacon, který dělá údržbu a opravy na vrtulnících.
Město je také železničním uzlem: prochází tudy magistrála spojující Kyjev a Moskvu, odbočuje zde trať na Sumy, která na počátku 21. století prochází elektrifikací. Zajímavostí je zdejší tramvajový provoz, jeden z nejmenších v zemi.